# 土俗的三連画
『土俗的三連画』（どぞくてきさんれんが、仏：Triptyque Aborigène, 露：Народный Триптихон）は、伊福部昭が1937年に完成した室内管弦楽のための作品。管弦楽作品としては『日本狂詩曲』に続く第2作である。演奏時間はおよそ12分。

## 作曲の経緯
1935年に『日本狂詩曲』がチェレプニン賞第1席に入賞したのが縁で、伊福部昭は、翌年8月に来日したアレクサンドル・チェレプニンのもと、横浜において1ヶ月にわたり作曲指導を受けた。この時、チェレプニンは伊福部を厚遇し、無料で指導を行い、滞在費まで負担してくれている。また、伊福部の厚岸での生活に興味を示し、その印象を音楽で書き留めておくべき、と主張したが、実は、これ以前より伊福部は、同様の趣旨の室内管弦楽曲を作曲し始めていた。チェレプニンとは曲名や構成についても話し合い、その厚遇に報いるため、作品を献呈することを約束している。
厚岸へ戻った後、林務官の仕事の合間に作曲は続けられ、1937年2月18日に作品は完成、チェレプニン夫妻に献呈されている。
副題は "Trois Tableaux pour Orchestre de Chambre"。ソロ楽器14人からなる室内管弦楽のための作品として書かれたが、1950年代までは作曲者自身の指揮による演奏以外は、弦は合奏の形で演奏されていた。

## 初演
1939年1月13日、小船幸次郎指揮新交響楽団により放送初演。1943年4月21日、ヨーゼフ・ローゼンシュトック指揮日本交響楽団により舞台初演。

## 編成
フルート、オーボエ、クラリネット、ファゴット、ホルン2、トランペット、ティンパニ、ピアノ、ヴァイオリン2、ヴィオラ、チェロ、コントラバス

## 構成
3楽章から成る。
第1楽章「同郷の女達」 Payses - Tempo di JIMKUU ( = 112 environ)
JIMKUUはアイヌが自分たちの音楽のリズム・パターンを指して言う言葉であり、甚句との関連は不明。厚岸の女達の逞しさを表した音楽。
第2楽章「ティンベ」 TIMBE - nom regional ( = 48 environ)
ティンベとは、厚岸にある小さな半島「チンベの岬」のこと。「淋しげな墨絵の音色」で陰旋法の旋律が奏される。
第3楽章「パッカイ」 PAKKAI - chant d'AINO ( = 100 environ)
パッカイとは、作曲者の知り合いであるアイヌの老人が酔っ払うと歌い踊った曲の名前。本来はアイヌ語で「背負う」の意。ジプシーの旋法に似た動きと独特なリズムが特徴。

## 楽譜
楽譜はチェレプニン・コレクションNo.35として出版された。